# Commiphora opobalsamum
Commiphora opobalsamum är en tvåhjärtbladig växtart som först beskrevs av L., och fick sitt nu gällande namn av Adolf Engler. Commiphora opobalsamum ingår i släktet Commiphora och familjen Burseraceae. Inga underarter finns listade i Catalogue of Life.